# Cristiano Alberto di Hohenlohe-Langenburg
Cristiano Alberto di Hohenlohe-Langenburg (Langenburg, 27 marzo 1726 – Ludwigsruhe, 4 luglio 1789) fu il secondo principe regnante di Hohenlohe-Langenburg e un luogotenente generale olandese.

## Biografia
Egli era figlio primogenito del principe Luigi di Hohenlohe-Langenburg e di sua moglie, la contessa Eleonora di Nassau-Saarbrücken. Il 7 gennaio 1764, il padre fu elevato a Principe imperiale dall'imperatore Francesco I.

### Matrimonio e discendenza
Il 13 maggio 1761 sposò a Gedern la principessa Carolina di Stolberg-Gedern, figlia di Federico Carlo di Stolberg-Gedern. Da questa unione, nacquero i seguenti figli:
- Carlo Ludovico (10 settembre 1762 - 4 aprile 1825), sposò la contessa Amalia Enrichetta di Solms-Baruth
- Luisa Eleonora (11 agosto 1763 - 29 aprile 1837), sposò il duca Giorgio I di Sassonia-Meiningen
- Gustavo Adolfo (9 ottobre 1764 - 21 luglio 1796)
- Cristina Carolina (19 novembre 1765 - 6 dicembre 1768)
- Luigi Guglielmo (16 febbraio 1767 - 17 dicembre 1768)
- Cristiano Augusto (15 marzo 1768 - 18 aprile 1796)
- Augusta Carolina (15 novembre 1769 - 30 luglio 1803)

## Ascendenza
|                                                         |                                                      |                                                             | Genitori                                                     |  |  | Nonni |  |  | Bisnonni                                             |  |  | Trisnonni                                        |  |
|                                                         |                                                      |                                                             |                                                              |  |  |       |  |  | 8. Heinrich Friedrich, conte di Hohenlohe-Langenburg |  |  | 16. Philipp Ernst, conte di Hohenlohe-Langenburg |  |
|                                                         |                                                      |                                                             |                                                              |  |  |       |  |  | 8. Heinrich Friedrich, conte di Hohenlohe-Langenburg |  |  | 16. Philipp Ernst, conte di Hohenlohe-Langenburg |  |
|                                                         |                                                      | 17. Anna Maria zu Solms-Sonnenwalde                         |                                                              |  |  |       |  |  | 8. Heinrich Friedrich, conte di Hohenlohe-Langenburg |  |  |                                                  |  |
| 4. Albrecht Wolfgang, conte di Hohenlohe-Langenburg     |                                                      |                                                             |                                                              |  |  |       |  |  | 8. Heinrich Friedrich, conte di Hohenlohe-Langenburg |  |  |                                                  |  |
|                                                         |                                                      | 9. Juliana Dorothea zu Castell-Remlingen                    | 18. Wolfgang Georg, conte di Castell-Remlingen               |  |  |       |  |  |                                                      |  |  |                                                  |  |
|                                                         |                                                      | 9. Juliana Dorothea zu Castell-Remlingen                    | 18. Wolfgang Georg, conte di Castell-Remlingen               |  |  |       |  |  |                                                      |  |  |                                                  |  |
|                                                         |                                                      | 9. Juliana Dorothea zu Castell-Remlingen                    | 19. Sophie Juliane von Hohenlohe-Pfedelbach                  |  |  |       |  |  |                                                      |  |  |                                                  |  |
| 2. Ludwig, principe di Hohenlohe-Langenburg             |                                                      | 9. Juliana Dorothea zu Castell-Remlingen                    |                                                              |  |  |       |  |  |                                                      |  |  |                                                  |  |
|                                                         |                                                      | 10. Gustav Adolf, conte di Nassau-Saarbrücken               | 20. Johann Albrecht II, duca di Meclemburgo-Güstrow          |  |  |       |  |  |                                                      |  |  |                                                  |  |
|                                                         |                                                      | 10. Gustav Adolf, conte di Nassau-Saarbrücken               | 20. Johann Albrecht II, duca di Meclemburgo-Güstrow          |  |  |       |  |  |                                                      |  |  |                                                  |  |
|                                                         |                                                      | 10. Gustav Adolf, conte di Nassau-Saarbrücken               | 21. Eleonore Marie von Anhalt-Bernburg                       |  |  |       |  |  |                                                      |  |  |                                                  |  |
| 5. Sophia Amalia von Nassau-Saarbrücken                 |                                                      | 10. Gustav Adolf, conte di Nassau-Saarbrücken               |                                                              |  |  |       |  |  |                                                      |  |  |                                                  |  |
|                                                         |                                                      | 11. Eleonore Klara von Hohenlohe-Neuenstein                 | 22. Friedrich III, duca di Schleswig-Holstein-Gottorp        |  |  |       |  |  |                                                      |  |  |                                                  |  |
|                                                         |                                                      | 11. Eleonore Klara von Hohenlohe-Neuenstein                 | 22. Friedrich III, duca di Schleswig-Holstein-Gottorp        |  |  |       |  |  |                                                      |  |  |                                                  |  |
|                                                         |                                                      | 11. Eleonore Klara von Hohenlohe-Neuenstein                 | 23. Maria Elisabeth von Sachsen                              |  |  |       |  |  |                                                      |  |  |                                                  |  |
| 1. Christian Albrecht, principe di Hohenlohe-Langenburg |                                                      | 11. Eleonore Klara von Hohenlohe-Neuenstein                 |                                                              |  |  |       |  |  |                                                      |  |  |                                                  |  |
|                                                         | 12. Gustav Adolf, conte di Nassau-Saarbrücken (= 10) | 24. Johann Albrecht II, duca di Meclemburgo-Güstrow (= 20)  |                                                              |  |  |       |  |  |                                                      |  |  |                                                  |  |
|                                                         | 12. Gustav Adolf, conte di Nassau-Saarbrücken (= 10) | 24. Johann Albrecht II, duca di Meclemburgo-Güstrow (= 20)  |                                                              |  |  |       |  |  |                                                      |  |  |                                                  |  |
|                                                         | 12. Gustav Adolf, conte di Nassau-Saarbrücken (= 10) | 25. Eleonore Marie von Anhalt-Bernburg (= 21)               |                                                              |  |  |       |  |  |                                                      |  |  |                                                  |  |
| 6. Ludwig Kraft, conte di Nassau-Saarbrücken            | 12. Gustav Adolf, conte di Nassau-Saarbrücken (= 10) |                                                             |                                                              |  |  |       |  |  |                                                      |  |  |                                                  |  |
|                                                         |                                                      | 13. Eleonora Clara zu Hohenlohe-Neuenstein (= 11)           | 26. Friedrich III, duca di Schleswig-Holstein-Gottorp (= 22) |  |  |       |  |  |                                                      |  |  |                                                  |  |
|                                                         |                                                      | 13. Eleonora Clara zu Hohenlohe-Neuenstein (= 11)           | 26. Friedrich III, duca di Schleswig-Holstein-Gottorp (= 22) |  |  |       |  |  |                                                      |  |  |                                                  |  |
|                                                         |                                                      | 13. Eleonora Clara zu Hohenlohe-Neuenstein (= 11)           | 27. Maria Elisabeth von Sachsen (= 23)                       |  |  |       |  |  |                                                      |  |  |                                                  |  |
| 3. Eleonore von Nassau-Saarbrücken                      |                                                      | 13. Eleonora Clara zu Hohenlohe-Neuenstein (= 11)           |                                                              |  |  |       |  |  |                                                      |  |  |                                                  |  |
|                                                         |                                                      | 14. Heinrich Friedrich, conte di Hohenlohe-Langenburg (= 8) | 28. Philipp Ernst, conte di Hohenlohe-Langenburg (= 16)      |  |  |       |  |  |                                                      |  |  |                                                  |  |
|                                                         |                                                      | 14. Heinrich Friedrich, conte di Hohenlohe-Langenburg (= 8) | 28. Philipp Ernst, conte di Hohenlohe-Langenburg (= 16)      |  |  |       |  |  |                                                      |  |  |                                                  |  |
|                                                         |                                                      | 14. Heinrich Friedrich, conte di Hohenlohe-Langenburg (= 8) | 29. Anna Maria zu Solms-Sonnenwalde (= 17)                   |  |  |       |  |  |                                                      |  |  |                                                  |  |
| 7. Philippine Henriette zu Hohenlohe-Langenburg         |                                                      | 14. Heinrich Friedrich, conte di Hohenlohe-Langenburg (= 8) |                                                              |  |  |       |  |  |                                                      |  |  |                                                  |  |
|                                                         |                                                      | 15. Juliana Dorothea zu Castell-Remlingen (= 9)             | 30. Wolfgang Georg, conte di Castell-Remlingen (= 18)        |  |  |       |  |  |                                                      |  |  |                                                  |  |
|                                                         |                                                      | 15. Juliana Dorothea zu Castell-Remlingen (= 9)             | 30. Wolfgang Georg, conte di Castell-Remlingen (= 18)        |  |  |       |  |  |                                                      |  |  |                                                  |  |
|                                                         |                                                      | 15. Juliana Dorothea zu Castell-Remlingen (= 9)             | 31. Sophie Juliane von Hohenlohe-Pfedelbach (= 19)           |  |  |       |  |  |                                                      |  |  |                                                  |  |
|                                                         |                                                      | 15. Juliana Dorothea zu Castell-Remlingen (= 9)             |                                                              |  |  |       |  |  |                                                      |  |  |                                                  |  |

| Controllo di autorità | VIAF (EN) 44159377 · CERL cnp00357768 · GND (DE) 104194847 |